# Pfingstkirche Gemeinde Gottes in Österreich
Die Pfingstkirche Gemeinde Gottes in Österreich, auch Pfk Gem.Gottes iÖ ist eine staatlich eingetragene religiöse Bekenntnisgemeinschaft in Österreich.
Die Gemeinschaft hat ihre Wurzel in der rumänischen Pfingstkirche und entstand durch politische Flüchtlinge aus dem damals kommunistischem Rumänien.
Mit der Unterstützung der Gemeinde Gottes in Deutschland eröffnete die Gemeinschaft, 1984 ihre erste pfingstliche Kirche in Wien. Ab 1998 galten sie als religiöser Verein in Österreich. Letztendlich erwarben sie im Jahr 2001 die Rechtspersönlichkeit als Bekenntnisgemeinschaft.
Die Bekenntnisgemeinschaft ist durch 51 Lokalgemeinden vertreten und hat etwa 7000 Mitglieder (Stand: 2025). Ihren Sitz hat sie im 22. Wiener Gemeindebezirk und als Nationalvorsteher wird Ioan Vlas angegeben.

## Geschichte

### Vorgeschichte
Die rumänische Pfingstkirche und die dadurch entstandene österreichischen Gemeinden haben beide ihren Ursprung in der amerikanischen Pfingstbewegung und in den daraus resultierenden dortigen Pfingstkirchen hauptsächlich die Church of God, Cleveland – Tennessee. Missionare haben besonders während des Kommunismus in Rumänien Hausversammlungen, die damals verboten waren, veranstaltet und dadurch die Pfingstbewegung nach Rumänien gebracht, das stets von der orthodoxen Kirche geprägt war. Heute zählen etwa 400.000 rumänische Bürger zur dortigen Pfingstkirche.
Politische Flüchtlinge aus Rumänien begannen 1981 sich im Flüchtlingslager Traiskirchen zu Gebet und Bibelstudium zu treffen.
Hinsichtlich der steigenden Anzahl der Mitglieder wurde 1984 die erste Gemeinde in Wien gegründet, wobei die Unterstützung der Gemeinde Gottes Deutschland maßgebend war. Vom Europäischen Bibelseminar der Gemeinde Gottes wurde Moses Gaode, damals ein junger Absolvent, zum ersten Pastor dieser Gemeinde ernannt. 1984 zog er mit seiner Familie nach Wien um und diente bis 1997 in dieser Gemeinde, so wie auch der ganzen Bewegung, die von 15 Erwachsenen Mitgliedern (1984) bis über 1.500 Erwachsene (1997) zunahm.
Die Mitglieder der Gemeinde stellten den Antrag auf Anerkennung bei der Sicherheitsdirektion Wien. Nach langer Beobachtung erfolgte die erste Anerkennung am 31. Mai 1989 unter dem Namen „Verein zur Unterstützung der Gemeinde Gottes in Österreich“ und am 8. August 1989 unter dem Namen „Verein der Gemeinde Gottes in Österreich“. Aufgrund der rumänischen Revolution, der Fall des Diktators Ceausescu und dem Fall des eisernen Vorhangs 1989 wurde die Einreise für Bürger aus Rumänien erheblich erleichtert und viele Pfingstler schlossen sich der rumänischsprachigen Gemeinde in Wien an.

### Bekenntnisgemeinschaft ab 2001
Nach Absolvierung der Kriterien für einen Eintrag einer Rechtspersönlichkeit als Bekenntnisgemeinschaft wurde die Gemeinschaft am 31. Oktober 2001 als Bekenntnisgemeinschaft beim Kultusamt eingetragen.
Seither kamen mehr Lokalgemeinden in ganz Österreich dazu und die Anzahl stieg auf 51 Gemeinden die untereinander verbunden sind. Jedes Jahr treffen sich Mitglieder auf einer nationales Konferenz, wobei die Konferenz 2024 im VAZ St. Pölten abgehalten wurde.
Die größten Gemeinden sind in Wien und Brunn am Gebirge, wobei letztere erst 2021 errichtet wurde und somit die neueste Gemeinde darstellt.
Im Jahr 2024 erreichte eine Amokfahrt eines LKW-Fahrers mediales Aufsehen da dieser nachdem er mehrere Fahrzeuge beschädigt hatte, mit dem Heck des LKW in den Eingang der Gemeinde in Brunn am Gebirge gefahren war und somit eine Einsturzgefahr für das Gebäude entstand. Der Schaden belief sich auf rund 800.000 Euro. Im Februar 2025 wurde der Täter zu 6 Jahren Haft verurteilt.

## Glaubenslehre
Die Glaubenslehre unterscheidet sich nicht maßgeblich von anderen Pfingstkirchen.
- Die Heilige Schrift des Alten und Neuen Testaments ist alleinige Grundlage für Lehre und Leben (Sola scriptura; unter dem Alten Testament werden jene 39 Bücher verstanden, welche aus dem Judentum überliefert wurden, also ohne den sogenannten Apokryphen oder deuterokanonischen Schriften)
- Die Trinitätslehre wird wie in den meisten anderen christlichen Kirchen gelehrt.
- Die christliche Gemeinde (Ekklesiologie): Durch den Glauben an Jesus Christus und die Taufe im Namen des Vaters, des Sohnes und des Heiligen Geistes, welche man als ein Zeichen an die Öffentlichkeit nimmt, dass man Jesus folgen will, wird man in die Gemeinde eingegliedert. Die Taufe wird anders als in den meisten christlichen Kirchen im Erwachsenenalter praktiziert dabei berufen sie sich auf die Apostelgeschichten, in denen von Erwachsenentaufen berichtet wird
- Glossolalie: Das Zungenreden also unartikuliertes Sprechen als Gabe des Heiligen Geistes meistens im Gebet wird ebenfalls praktiziert, wobei sich wiederum auf die Apostelgeschichten besonders auf das 2. Kapitel berufen wird.
- Heilslehre (Soteriologie): Jesus Christus hat das Heil für alle Menschen erworben. Dieses muss durch den Glauben an ihn und die Umkehr von den Sünden persönlich angeeignet werden. Reformatorisch geprägte Rechtfertigungslehre (Sola fide, sola gratia – allein der Glaube, allein die Gnade)
- Gottesdienst: Die Liturgie verläuft nicht nach einem genauen Plan setzt sich aber aus wesentlichen Elementen zusammen wie der Predigt (die meist durch verschiedene Pastoren mitgeteilt wird), des Lobpreis der durch Individuelle Gesangteams geleitet wird und durch das 1 Mal pro Monat stattfindende Abendmahl bei dem Traubensaft und Brot konsumiert werden. Verschiedene Gaben des Heiligen Geistes wie das Zungenreden werden auch im freien Gebet angewendet.
- Eschatologie: Bekenntnis zur sichtbaren Wiederkunft Jesu Christi und der Vollendung des Reiches Gottes. Gericht Gottes über alle Gottlosigkeit und Ungerechtigkeit der Menschen.
- Gesellschaftliches Leben: Die Gemeindemitglieder haben individuelle Meinungen zur Politik und anderen gesellschaftlichen Themen und es wird keine politische Richtung vorgeschrieben[9][10][11]

## Organisation und Missionsarbeit

### Organisation
Auf nationaler Ebene gibt es einen Nationalvorsteher (Ioan Vlas) und weitere Mitglieder des Komitees die für die nationale Interaktionen zwischen den verschiedenen Gemeinden und anderer Gemeinden aus Österreich sowie Rumänien zuständig sind. Sie koordinieren auch die Zusammenarbeit mit Hilfsorganisationen aus Osteuropa oder Afrika und organisieren die Unterstützung dieser.
Die Gemeinden bestehen aus der Pastoralleitung, den Presbyter und der Diakone. Die Hauptgottesdienste werden auf Rumänisch abgehalten. Zusätzlich gibt es deutschsprachige Gottesdienste für die es ein Team aus primär deutschsprachigen Predigern gibt.
Ein Teil der Gemeinden streamt den Gottesdienst via YouTube und der jeweiligen Website der Gemeinden live damit Interessierte die während Missionierungen darauf aufmerksam wurden sich ein Bild vom Gottesdienst machen können. Zusätzlich gibt es eine Übersetzung die mit Hilfe von Dolmetscher mittels einer Simultandolmetscheranlage auf Deutsch oder Englisch übersetzen.
Es werden Sonntagsschulen angeboten und auch außerhalb der Gottesdienste werden Veranstaltungen angehalten. Pastoren von anderen Kirchen unter anderem den rumänischen Kirchen werden oftmals zur Predigt eingeladen.

### Missionsarbeit
Die Glaubenslehre der Gemeinde sieht vor das jeder einzelne in Missionsarbeit involviert sein sollte und mit anderen darüber ins Gespräch kommen sollte.
Außerdem wird jährlich in Rumänien missioniert, wobei verschiedene Projekte gemacht werden wie der Bau neues Kirchen oder der Hilfe von Mitglieder. Außerdem beteiligen sich einzelne Mitglieder auch an Missionsarbeiten in Afrika oder Serbien, in denen sie mit lokalen Kirchen zusammenarbeiten.
Zusätzlich werden in Wien und anderen Teilen Österreichs öfters Veranstaltungen organisiert, die das Ziel der Evangelisierung der österreichischen Bevölkerung haben. Das findet meist durch die Vergabe von Flyer oder sonstigen christlichen Schriften wie der Bibel oder des neues Testaments statt.